# Claude Foussier
Claude Foussier, né le 19 avril 1925 à Paris et mort le 13 décembre 2010, est un tireur sportif et homme d'affaires français.

## Biographie
Son père Jacques Foussier (décédé en 1976) fut l'organisateur des Épreuves Foussier de golf par équipes (compétition nationale d'interclubs la plus importante). Sa mère, Odette Veil-Picard, se remarie à l'agent de change Raymond Leven.
Mesurant 1,89 m pour 99 kg, il pratique le tir dans la discipline du skeet olympique
Depuis 1950, le Prix Colombel (devenu  Prix Claude Foussier en 1965 en raison du changement de son donateur) de l'Académie des sports, prix international, récompense un sportif ou une sportive auteur d’une performance dans les sports de tir, hippiques, cynégétiques, ou dans le domaine de la qualité de la vie.
Il devient directeur de Pernod-Ricard et président-directeur général la Société parisienne de boissons gazeuses (SPBG) et de Coca Cola Europ.
Il épouse successivement Françoise Baguès (remariée à l'antiquaire Jean-Marie Rossi), Anne Dubonnet (nièce d'André Dubonnet, remariée au banquier Philip Uzielli), Margaret Feist (divorcée du banquier Philip Uzielli et remariée avec Jean Blaise) puis Nathalie Edou (divorcée de Guy Danet).

## Titres, honneurs, distinctions ...
- Prix Colombel (Foussier), en 1960 (tir individuel) ;
- Prix Colombel (Foussier), en 1961 (tir par équipes) ;
- Président fondateur de la Fédération française de tir, en 1965 ;
- Président d'honneur de la Fédération française de Ball-trap ;
- Président de l'Académie des sports (créée par Justinien Clary) ;
- Président d'honneur de l'Académie des sports ;
- Membre de l'Ordre Olympique, en 1993 (nomination par les membres du Comité international olympique - 101e session) ;
- Chef de la mission française aux jeux olympiques d'hiver de Grenoble (1968) ;
- Chef de la mission française aux jeux olympiques d'hiver de Sapporo (1972) ;

## Palmarès

### Championnats d'Europe
- Sextuple Champion d'Europe par équipes, en 1956 (San Sebastián, notamment avec Albert Voisin, alors champion d'Europe individuel la même année), 1957 (Paris), 1958 (Turin), 1960 (Barcelone), 1961 (Budapest) et 1962 (Beyrouth);
- Vice-champion d'Europe par équipes en 1964 (Bologne);
- 3e des championnats d'Europe individuels en 1958 (Turin), 1960 (Barcelone) et 1961 (Budapest);
- 3e des championnats d'Europe par équipes en 1959 (Turin);

### Coupe des Nations
- Champion par équipes de Tir au vol (Madrid);

### Jeux olympiques
- Participation (fosse olympique) en 1960 (à Rome) (35e; 183/200), et en 1964 (à Tokyo) (39e; 186/200);

### Championnats d'Allemagne
- Champion individuel: en ?..;
- Champion par équipes: en ?..;

### Championnats de France
- Champion individuel: en ?..